# Give It to Me (Timbaland)
"Give It to Me" is een single van Timbaland waaraan Nelly Furtado en Justin Timberlake meededen. Het nummer staat op Timbalands tweede soloalbum, Timbaland Presents Shock Value, dat in 2007 uitkwam. Dit nummer is de eerste single van het album.

## Première
Op 30 januari gaf Timbaland een voorproefje van het nummer in Canada op MuchMusic.
Het nummer werd officieel voor het eerst gedraaid op KIIS-FM in Los Angeles op 16 januari 2007, toen Timbaland aanwezig was tijdens een radioprogramma.
Op de radiostations in de VS kwam het op 6 februari uit. In de eerste week was de populariteit enorm groot: het nummer werd ruim 700 keer gedraaid. Mede hierdoor debuteerde "Give It to Me" in de Amerikaanse Billboard Hot 100 op de 87e plaats.
Op 26 februari werd de video voor het nummer op TRL voor het eerst getoond. De drie muzikanten zijn live optredend te zien tijdens de pre-Grammy's en Nelly Furtado zingt op een dak haar tekst.

## Hitnotering
| Give It to Me in de Nederlandse Top 40 - binnen: 21 april 2007 | Give It to Me in de Nederlandse Top 40 - binnen: 21 april 2007 | Give It to Me in de Nederlandse Top 40 - binnen: 21 april 2007 | Give It to Me in de Nederlandse Top 40 - binnen: 21 april 2007 | Give It to Me in de Nederlandse Top 40 - binnen: 21 april 2007 | Give It to Me in de Nederlandse Top 40 - binnen: 21 april 2007 | Give It to Me in de Nederlandse Top 40 - binnen: 21 april 2007 | Give It to Me in de Nederlandse Top 40 - binnen: 21 april 2007 | Give It to Me in de Nederlandse Top 40 - binnen: 21 april 2007 | Give It to Me in de Nederlandse Top 40 - binnen: 21 april 2007 | Give It to Me in de Nederlandse Top 40 - binnen: 21 april 2007 | Give It to Me in de Nederlandse Top 40 - binnen: 21 april 2007 | Give It to Me in de Nederlandse Top 40 - binnen: 21 april 2007 |
| Week                                                           | 1                                                              | 2                                                              | 3                                                              | 4                                                              | 5                                                              | 6                                                              | 7                                                              | 8                                                              | 9                                                              | 10                                                             | 11                                                             | 12                                                             |
| -------------------------------------------------------------- | -------------------------------------------------------------- | -------------------------------------------------------------- | -------------------------------------------------------------- | -------------------------------------------------------------- | -------------------------------------------------------------- | -------------------------------------------------------------- | -------------------------------------------------------------- | -------------------------------------------------------------- | -------------------------------------------------------------- | -------------------------------------------------------------- | -------------------------------------------------------------- | -------------------------------------------------------------- |
| Nummer                                                         | 28                                                             | 15                                                             | 10                                                             | 7                                                              | 10                                                             | 13                                                             | 14                                                             | 18                                                             | 21                                                             | 28                                                             | 39                                                             | uit                                                            |

| Give It to Me in de Mega Top 50 binnenkomst: 14 april 2007 | Give It to Me in de Mega Top 50 binnenkomst: 14 april 2007 | Give It to Me in de Mega Top 50 binnenkomst: 14 april 2007 | Give It to Me in de Mega Top 50 binnenkomst: 14 april 2007 | Give It to Me in de Mega Top 50 binnenkomst: 14 april 2007 | Give It to Me in de Mega Top 50 binnenkomst: 14 april 2007 | Give It to Me in de Mega Top 50 binnenkomst: 14 april 2007 | Give It to Me in de Mega Top 50 binnenkomst: 14 april 2007 | Give It to Me in de Mega Top 50 binnenkomst: 14 april 2007 | Give It to Me in de Mega Top 50 binnenkomst: 14 april 2007 | Give It to Me in de Mega Top 50 binnenkomst: 14 april 2007 | Give It to Me in de Mega Top 50 binnenkomst: 14 april 2007 | Give It to Me in de Mega Top 50 binnenkomst: 14 april 2007 | Give It to Me in de Mega Top 50 binnenkomst: 14 april 2007 | Give It to Me in de Mega Top 50 binnenkomst: 14 april 2007 |
| Week                                                       | 1                                                          | 2                                                          | 3                                                          | 4                                                          | 5                                                          | 6                                                          | 7                                                          | 8                                                          | 9                                                          | 10                                                         | 11                                                         | 12                                                         | 13                                                         | 14                                                         |
| ---------------------------------------------------------- | ---------------------------------------------------------- | ---------------------------------------------------------- | ---------------------------------------------------------- | ---------------------------------------------------------- | ---------------------------------------------------------- | ---------------------------------------------------------- | ---------------------------------------------------------- | ---------------------------------------------------------- | ---------------------------------------------------------- | ---------------------------------------------------------- | ---------------------------------------------------------- | ---------------------------------------------------------- | ---------------------------------------------------------- | ---------------------------------------------------------- |
| Nummer                                                     | 26                                                         | 12                                                         | 8                                                          | 6                                                          | 5                                                          | 7                                                          | 13                                                         | 16                                                         | 18                                                         | 23                                                         | 31                                                         | 36                                                         | 41                                                         |                                                            |

## Cd
Amerikaanse maxi-cd
1. "Give It to Me" (clean) – 3:18
2. "Give It to Me" (dirty) – 3:58
3. "Give It to Me" (instrumental) – 3:57
4. "Give It to Me" (accapella) – 3:30